# Momir Ilić
Momir Ilić (* 22. Dezember 1981 in Aranđelovac, SR Serbien, SFR Jugoslawien) ist ein serbischer Handballtrainer. Als aktiver Handballspieler spielte der seit 2006 verheiratete ausgebildete Elektrotechniker im linken Rückraum.

## Spielerlaufbahn

### Verein

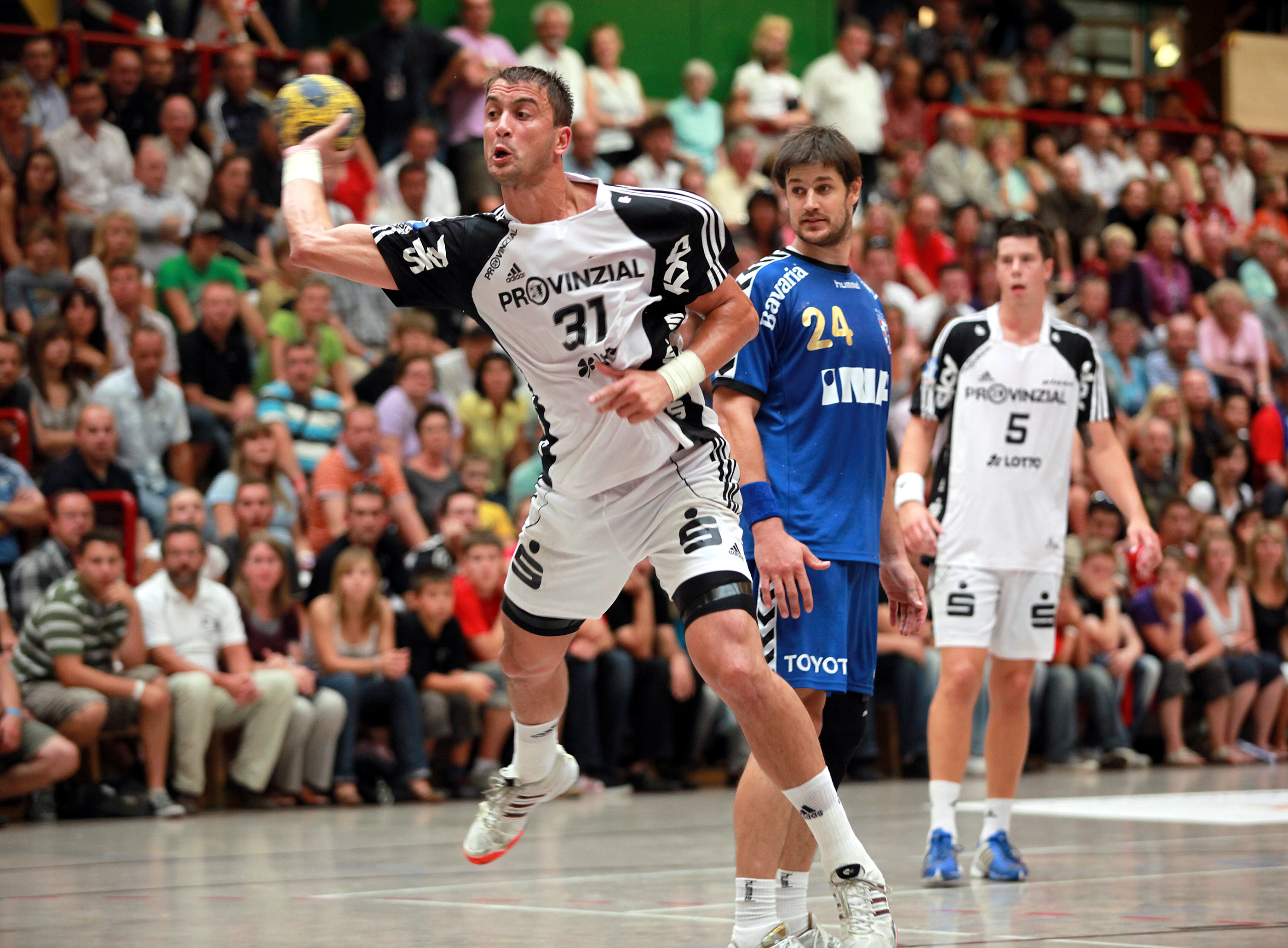
Momir Ilić beim Schlecker Cup 2009

Mit RK Gorenje Velenje nahm Momir Ilić an der Champions League und am EHF-Cup teil. Dort spielte er zusammen mit Vid Kavtičnik, der zum THW Kiel wechselte und Vedran Zrnić, der später mit ihm in Gummersbach spielte.
2006 wechselte Ilić nach Deutschland zum VfL Gummersbach, mit dem er 2009 den EHF-Pokal gewann. Zur Saison 2009/10 wechselte er zum THW Kiel. Der VfL Gummersbach erhielt für die Freigabe Ilićs, der vertraglich eigentlich bis 2010 an den Verein gebunden war, eine Ablösesumme von 500.000 Euro. Beim THW unterschrieb er einen Vierjahresvertrag. Mit Kiel wurde Ilić 2010 und 2012 sowohl Champions-League-Sieger als auch Deutscher Meister. 2011, 2012 und 2013 gewann er zudem noch den DHB-Pokal. Zur Saison 2013/14 wechselte Ilić zum ungarischen Club KC Veszprém, wo er einen Dreijahresvertrag unterschrieb. Mit den Magyaren gewann er 2014, 2015 und 2016 die Meisterschaft sowie 2014 und 2015 den Pokal, außerdem wurde er mit 103 Treffern Torschützenkönig der EHF Champions League 2013/14. In der Saison EHF Champions League 2014/15 wurde er erneut Torschützenkönig mit 114 Treffern. Mit Veszprém erreichte er das Finale, musste jedoch dem FC Barcelona den Titel gewähren. 2015/16 gewann Veszprem die SEHA-Liga, wo Ilić zum wertvollsten Spieler des Final Four gewählt worden ist. Außerdem gewann er mit seinem Verein die Ungarische Liga und den Pokal. Im Champions-League-Finale unterlag Veszprém dem KS Kielce im Siebenmeterwerfen. Ilić galt als einer der besten Spieler auf der Welt seit seiner Zeit beim THW Kiel und als wahrscheinlich bester Handballer aus dem ehemaligen Jugoslawien. Den Titel erhielt er 2016. Nach der Saison 2018/19 beendete er seine Karriere.

### Nationalmannschaft
Mit der Nationalmannschaft gewann Ilić bei der Europameisterschaft 2012 im eigenen Land die Silbermedaille und wurde zum wertvollsten Spieler des Turniers gewählt. Im Sommer 2012 nahm er an den Olympischen Spielen in London teil, wo er aber mit Serbien ein enttäuschendes Turnier abgeliefert hat.

### Erfolge
Verein
- Torschützenkönig in Serbien und Montenegro
- Slowenischer Vizemeister mit RK Gorenje Velenje
- EHF-Pokalsieg 2009 mit dem VfL Gummersbach
- Champions-League-Sieger 2010 und 2012 mit dem THW Kiel
- Deutscher Meister 2010, 2012 und 2013 mit dem THW Kiel
- DHB-Pokal-Sieger 2011, 2012 und 2013 mit dem THW Kiel
- DHB-Supercup 2011 und 2012 mit dem THW Kiel
- Super-Globe-Sieger 2011 mit dem THW Kiel
- Ungarischer Meister 2014, 2015, 2016, 2017, 2019 mit KC Veszprém
- Ungarischer Pokalsieger 2014, 2015, 2016, 2017 mit KC Veszprém
- SEHA-Liga 2015, 2016 mit KC Veszprém
- Mitglied der Hall of Fame der Europäischen Handballföderation seit 2023[5]

Nationalmannschaft
- Vize-Europameister 2012 und Wahl zum wertvollsten Spieler

### Saisonbilanzen
| Saison    | Verein             | Spielklasse | Spiele | Tore | 7-Meter | Feldtore |
| --------- | ------------------ | ----------- | ------ | ---- | ------- | -------- |
| 2004/05   | RK Gorenje Velenje | 1. A Liga   | 22     | 117  | 8       | 109      |
| 2005/06   | RK Gorenje Velenje | 1. A Liga   | 21     | 112  | 17      | 095      |
| 2004–2006 | gesamt             | 1. A Liga   | 43     | 229  | 25      | 204      |
| 2006/07   | VfL Gummersbach    | Bundesliga  | 32     | 199  | 36      | 163      |
| 2007/08   | VfL Gummersbach    | Bundesliga  | 33     | 198  | 54      | 144      |
| 2008/09   | VfL Gummersbach    | Bundesliga  | 33     | 233  | 61      | 172      |
| 2009/10   | THW Kiel           | Bundesliga  | 32     | 180  | 76      | 104      |
| 2010/11   | THW Kiel           | Bundesliga  | 33     | 177  | 86      | 91       |
| 2011/12   | THW Kiel           | Bundesliga  | 34     | 183  | 93      | 90       |
| 2012/13   | THW Kiel           | Bundesliga  | 34     | 103  | 23      | 80       |
| 2006–2013 | gesamt             | Bundesliga  | 231    | 1273 | 429     | 844      |
| 2013/14   | KC Veszprém        | NB 1        | 25     | 115  | 48      | 67       |
| 2014/15   | KC Veszprém        | NB 1        | 10     | 051  | 17      | 34       |
| 2015/16   | KC Veszprém        | NB 1        | 09     | 025  | 10      | 15       |
| 2016/17   | KC Veszprém        | NB 1        | 14     | 052  | 13      | 39       |
| 2017/18   | KC Veszprém        | NB 1        | 20     | 046  | 04      | 42       |
| 2018/19   | KC Veszprém        | NB 1        | 23     | 052  | 06      | 46       |
| 2013–2019 | gesamt             | NB 1        | 101    | 341  | 98      | 243      |
| 2004–2019 | gesamt             | gesamt      | 375    | 1843 | 552     | 1291     |

## Trainerlaufbahn

### Verein
Ilić war ab dem September 2019 als Co-Trainer der U21-Mannschaft von KC Veszprém tätig. Zur Saison 2021/22 übernahm er das Traineramt der Erstligamannschaft von Veszprém. Im September 2021 gewann er mit Veszprém die nachträglich ausgetragene SEHA-Liga 2020/21. Nach der Saison 2023/24 endete sein Vertrag beim KC Veszprém. Im Mai 2025 übernahm er den deutschen Bundesligisten HSG Wetzlar.

### Erfolge
Verein
- SEHA-Liga 2021 und 2022 mit KC Veszprém
- ungarischer Meister 2023 und 2024 mit KC Veszprém
- ungarischer Pokal 2022, 2023 und 2024 mit KC Veszprém